# Watchmen – Strážci

Zakrvácený smajlík, symbol série Watchmen

Watchmen – Strážci (v originále Watchmen) je komiksová minisérie o dvanácti sešitech. Vytvořili ji scenárista Alan Moore, kreslíř Dave Gibbons a kolorista John Higgins. Série vyšla u DC Comics během let 1986 a 1987 a následně byla vydána v knižní podobě. Strážci původně měli vzniknout jako příběh, v němž by se uplatnili superhrdinové, které společnost získala od Charlton Comics. Jelikož ale Moore s postavami do dalších příběhů nepočítal, vydavatel Dick Giordano ho přesvědčil, aby si vytvořil postavy vlastní.
Moore vytvořil zápletku, v níž vyjádřil tehdejší ohrožení možnou jadernou válkou a současně dekonstruoval superhrdinský mýtus. Děj Strážců je zasazen do alternativní historie Spojených států amerických. Během 40. a 60. let 20. století se objevili superhrdinové, kteří pomohli Spojeným státům vyhrát válku ve Vietnamu. Země stojí na pokraji nukleární války se Sovětským svazem a maskovaní strážci jsou buď postaveni mimo zákon, na odpočinku, nebo pracují pro vládu. Zápletka se zaměřuje na příběhy jednotlivých postav během vyšetřování vraždy jednoho z hrdinů, jenž pracoval jako agent vlády USA.
Gibbons pracoval s devítipolíčkovým rozložením a využil několik opakujících se motivů, například zakrvácený smajlík. V každé části kromě poslední se objevují fiktivní dokumenty, které příběh doplňují. Ten je navíc protkán dalším příběhem, fiktivním pirátským komiksem Příběhy Černé lodě, který si čte jedna z postav. Strážcům se dostalo pozitivního ohlasu tisku a kritika ho považuje za zásadní dílo komiksu vůbec.
Po několika pokusech se do kin 6. března 2009 dostal celovečerní film Strážci – Watchmen režírovaný Zackem Snyderem, který je přímou adaptací komiksové předlohy. V roce 2019 byl na televizních obrazovkách uveden seriál Watchmen.

## Pozadí a vznik

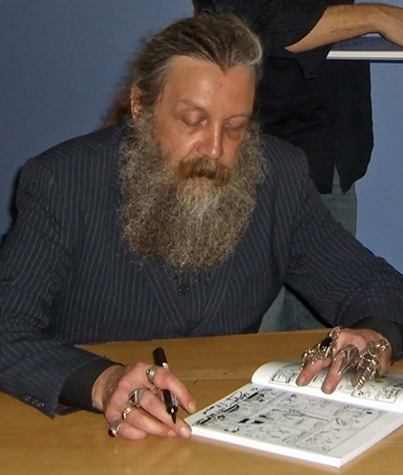
Alan Moore, scenárista

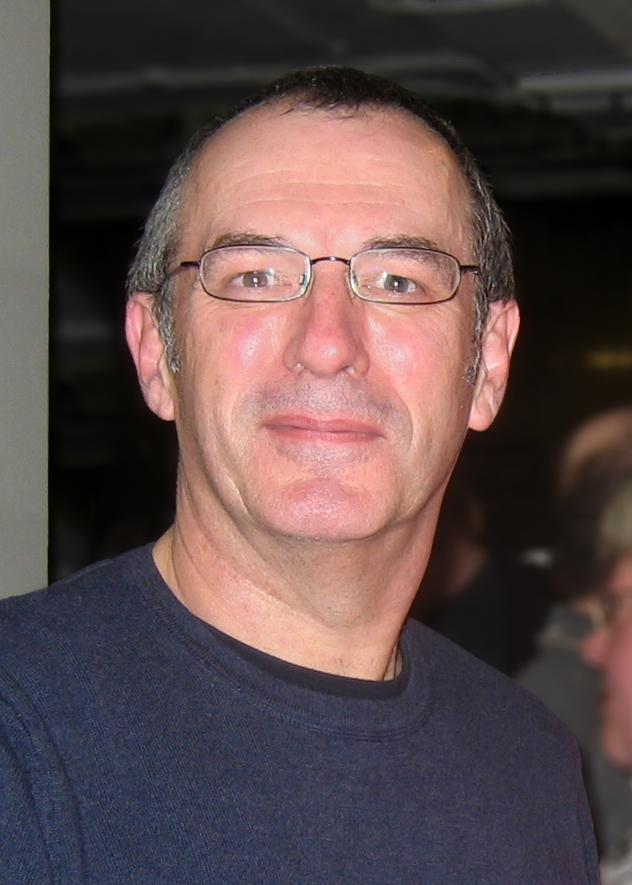
Dave Gibbons, kreslíř

V roce 1985 získalo DC Comics od Charlton Comics několik postav. V té době Alan Moore přemýšlel o příběhu, ve kterém by oživil některé nevyužité hrdiny, jako to udělal s Miraclemanem na začátku 80. let. Moore si pro tento projekt vybral Mighty Crusaders od MLJ Comics. Vymyslel zápletku, která by začínala objevením těla The Shielda v přístavu. Moore měl za to, že nezáleží na tom, jaké postavy využije, pokud je čtenáři poznají a „budou šokováni a překvapeni jejich skutečnou povahou“. Moore použil tuto premisu a vytvořil návrh, kde vystupovaly postavy od Charlton, a pojmenoval ho Who Killed the Peacemaker. Tento návrh předal Dickovi Giordanovi. Tomu se návrh líbil, ale byl proti myšlence použit postavy od Charlton. Moore řekl: „DC si uvědomilo, že tyhle draze koupené postavy skončí buď jako mrtvoly, nebo blázni.“ Namísto toho Giordano přesvědčil Moorea, aby svůj návrh přepracoval a vypracoval originální postavy. Moore si nejdříve myslel, že nové postavy nebudou mít správný emocionální dopad na čtenáře, ale svůj názor později změnil. Řekl: „Uvědomil jsem si, že když vytvořím nové postavy tak, aby lidem připadaly povědomé, aby jejich určité superhrdinské stránky lidé znali, tak by to mohlo fungovat.“
Dave Gibbons, který s Mooorem pracoval již na předešlých projektech, se dozvěděl, že nyní Moore pracuje na nové minisérii. Sdělil mu, že se chce podílet, a Moore mu poslal nástin příběhu. Gibbons si s sebou přivedl Johna Higginse, protože se mu líbil jeho „neobvyklý“ styl. Bydleli blízko sebe, takže jejich vzájemná komunikace byla snazší. Len Wein se přidal k projektu jako vydavatel, zatímco Giordano pouze dohlížel na práci. Wein i Giordano se drželi zpátky a „nepřekáželi v cestě“.
Jakmile dostal projekt zelenou, začali Moore a Gibbons vymýšlet postavy, dotvářet detaily zápletky a probírat různé vlivy na jejich práci. Obzvláště je ovlivnila supermanská parodie z časopisu Mad jménem „Superduperman“. Moore prohlásil: „Chtěli jsme Supermana obrátit o 180 stupňů, chtěli jsme drama, a ne komedii.“ Moore s Gibbonsem měli v úmyslu převést známé staromódní superhrdiny do úplně nového světa. Autor řekl, že jeho záměrem bylo vytvořit „superhrdinského Moby Dicka, něco, co bude mít hloubku“. Moore vymyslel jména a povahu postav, ale jejich vzhled nechal na Gibbonsovi. Gibbons vytvářel postavy ve svém volném čase, „strávil dva nebo tři týdny děláním náčrtků“. Gibbons postavy navrhl tak, aby se snadno kreslily. Jeho oblíbencem byl Rorschach, protože „musíte namalovat klobouk. Když umíte namalovat klobouk, tak jste namalovali Rorschacha. Pak přimalujete nějaký tvar jako obličej, na něj dáte pár černých bublin a jste hotovi.“
Když Moore psal scénář pro první sešit, uvědomil si, že má materiál jenom na šest částí, ale nasmlouváno jich měli dvanáct. Vyřešil to tak, že vyprávění hlavní příběhové linie přerušoval vyprávěním o původu postav. Moore napsal Gibbonsovi velmi podrobný scénář. Gibbons si vybavuje: „Scénář pro první sešit měl tuším 101 stran bez jakýchkoliv mezer mezi popisy jednotlivých políček nebo mezi jednotlivými stranami.“ Když scénář obdržel, musel si očíslovat každou stranu. „Kdybych to upustil na zem, trvalo by mi to dva dny, než bych to dal dohromady.“ „Chce to trochu organizování, než můžete začít kreslit,“ podotkl. I přes velmi podrobný scénář některé Mooreovy popisky končily poznámkou: „Když ti to nebude zapadat, udělej to tak, aby to fungovalo.“ Gibbons se přesto držel Mooreových pokynů. Gibbons měl ve vytváření vizuálního ztvárnění Strážců velkou volnost a často přidával do pozadí drobnosti, kterých si Moore všiml až později. Moore také občas kontaktoval spřízněného autora komiksů Neila Gaimana, aby se s ním poradil a aby vybrali citáty, které se v sešitech objevují.
Oproti očekáváním Moore v listopadu 1986 připustil, že se nejspíše objeví prodlevy. Zatímco v prodeji byl sešit číslo pět, on teprve začal psát deváté číslo. Gibbons zmínil, že hlavním důvodem byl fakt, že scénáře dostával po částech. Tempo zpomalilo kolem čtvrtého čísla. Jak se blížily termíny, Moore si najal taxikáře, aby jezdil 50 mil a vozil scénáře Gibbonsovi. Později Gibbons dokonce nechal svou ženu a syna kreslit mřížky políček, aby ušetřil čas. Moore také musel zkrátit část Veidtova proslovu (který pronáší, zatímco odvrací Rorschachovy útoky), protože jej Gibbons nedokázal vtěsnat na jednu stránku.
Když se projekt blížil ke konci, Moore si uvědomil, že se zápletka trochu podobá jedné z epizod televizního seriálu Krajní meze. Autor a Wein měli spor ohledně změny závěru, ale Moore si prosadil svou. Na zmíněnou epizodu odkazuje v posledním sešitu.

## Příběh
Strážci jsou zasazeni do alternativní minulosti a odrážejí situaci ve světě v 80. letech. V tomto světě se objeví superhrdinové, kteří ovlivňují zásadní události minulosti jako válku ve Vietnamu nebo prezidentství Richarda Nixona. I když jsou bojovníci se zločinem nazýváni jako „superhrdinové“, ve skutečnosti jedinou postavou, která má nadlidské schopnosti, je Dr. Manhattan. Přítomnost Dr. Manhattana dává Spojeným státům strategickou výhodu nad Sovětským svazem, což zvyšuje napětí mezi těmito dvěma státy. Postupně se však stali superhrdinové nepopulárními, což vedlo k tomu, že byli roku 1977 postaveni mimo zákon.
V říjnu 1985 policie New Yorku vyšetřuje vraždu Edwarda Blakea. Jelikož policie nemá žádné stopy, Rorschach se rozhodne zjistit více. Zjistí, že Edward Blake je totožný s Komediantem, hrdinou v kostýmu, kterého zaměstnávala vláda Spojených států. Rorschach věří, že objevil spiknutí, jehož účelem je tyto hrdiny odstranit, a chystá se varovat své druhy, kteří jsou již ve výslužbě: Dana Dreiberga (býval druhým Sůvou), Dr. Manhattana, s nadlidskými schopnostmi, ale emocionálně odtrženého, a jeho milenku Laurie Juspeczykovou (druhý Hedvábný přízrak), Adriana Veidta (kdysi hrdina jménem Ozymandias, nyní úspěšný podnikatel považovaný za nejchytřejšího člověka na světě).
Po Blakeově pohřbu je Doktor Manhattan v televizi obviněn, že způsobil rakovinu svých bývalých kolegů. Když tato obvinění vezme vláda Spojených států vážně, Manhattan odejde na Mars a na toto oslabení Spojených států reaguje Sovětský svaz invazí do Afghánistánu. Rorschachova paranoidní teorie je potvrzena tím, že Adrian Veidt jen těsně unikne pokusu o vraždu a Rorschach samotný je neprávem obviněn z vraždy a uvězněn.
Juspeczyková, vyčerpaná ze vztahu s Doktorem Manhattanem, se přestěhuje k Dreibergovi. Jak mezi nimi sílí citové pouto, znovu si oblečou své kostýmy, aby pokračovali ve své práci strážců. Protože Dreiberg v určitých věcech dává za pravdu Rorschachovi, rozhodnou se ho z vězení osvobodit. Dr. Manhattan teleportuje Laurie Juspeczykovou na Mars a během hádky je nucena se smířit s tím, že Blake, který se kdysi pokusil znásilnit její matku, je její otec. Tento objev přiměje Dr. Manhattana se znovu zajímat o lidstvo.
Na Zemi Rorschach a Sůva pokračují ve vyšetřování spiknutí kolem smrti Komedianta a obvinění, které donutilo Manhattana odejít do vyhnanství. Objeví důkaz, že za celým plánem může stát Adrian Veidt, což si Rorschach zaznamená do svého deníku, který pošle poštou do malého ultrapravicového newyorského časopisu. Dvojice poté konfrontuje Veidta v jeho útočišti na Antarktidě. Veidt objasní svůj plán, jak chce zachránit lidstvo před hrozící nukleární válkou mezi Spojenými státy a Sovětským svazem tím, že bude předstírat útok mimozemšťanů na New York, který zabije polovinu jeho obyvatel. Doufá, že to spojí oba národy proti společnému nepříteli. Také se přizná k tomu, že zabil Komedianta, vyvolal rakovinu u bývalých spolupracovníků Dr. Manhattana, aby ho tak vystavil obviněním, a inscenoval pokus o vraždu sebe samotného, aby se zbavil podezření. Dreiberg a Rorschach se mu pokusí plán překazit, ale zjistí, že Veidt svůj plán již provedl.
Když se Dr. Manhattan a Juspeczyková vrátí na Zemi, jsou svědky zkázy v New Yorku. Manhattan si povšimne, že jeho schopnosti jsou brzděny tachyony, jejichž zdroj je na Antarktidě, kam se oba teleportují, a dozvídají se o plánu Adriana Veidta. Veidt jim ukáže televizní vysílání, které potvrzuje konec nepřátelství mezi velmocemi. Toto zjištění přiměje téměř všechny k tomu, aby skryli pravdu před veřejností. Rorschach ale odmítne dělat kompromisy a odchází, aby odhalil světu pravdu. Do cesty se mu postaví Dr. Manhattan a Rorschach prohlásí, že ho musí zabít, aby mu zabránil v odhalení skutečnosti, na což Manhattan reaguje tak, že strážce zabije. Veidt se Manhattana zeptá, jestli tedy nakonec udělal správné rozhodnutí a Manhattan prohlásí, že „nikdy nic nekončí“, a odejde ze Země do jiné galaxie. Dreiberg a Juspeczyková se skrývají pod novou identitou a jejich vztah pokračuje. V New Yorku si vydavatel stěžuje na nedostatek článků do novin a požádá svého asistenta, aby našel něco, čím by mohli místo vyplnit. Komiks končí tím, že mladík směřuje ke stohu vyřazeného materiálu, na jehož vrcholu leží Rorschachův deník.

## Postavy
Záměrem Alana Moorea bylo vytvořit čtyři nebo pět úplně odlišných pojetí vnímání světa a nechat na čtenáři, aby si vybral, které z nich je pro něj morálně nejpřijatelnější. Moore nechtěl do čtenáře „tlačit“ morální ponaučení a místo toho chtěl ukázat rozpolcenost postav. Moore řekl: „Chtěli jsme všechny ty lidi ukázat bez příkras. Říci, že i ten nejhorší z nich má svůj význam a i ten nejlepší má své chyby.“
Komediant / Edward Blake: Jeho smrt je začátkem celého příběhu a dále se objevuje pouze v retrospektivách a vzpomínkách ostatních postav, které odhalují jeho povahové rysy. Komediant je založena na postavě Peacemakera od Charlton Comics a má určité rysy špióna jménem Nick Fury od Marvel Comics. Moore a Gibbons ho viděli „jako Gordona Liddyho [měl důležitou roli ve vloupání do Watergate], ale ještě většího a drsnějšího“. Pouze on a Dr. Manhattan jsou vládou tolerováni poté, co vešel v platnost Keenův zákon, který superhrdiny postavil do ilegality. Přestože se pokusil ve 40. letech znásilnit Hedvábný přízrak, v sešitu číslo 9 je odhalen jako otec Laurie.
Dr. Manhattan / Jonathan Osterman: Bytost s nadlidskými schopnostmi ve službách americké vlády. Vědec Jon Osterman získal své schopnosti, když byl nedopatřením uzavřen v roce 1959 v komoře na extrahování inherentního pole. Dr. Manhattan byl založen na postavě Captain Atom od Charlton Comics. Moore si ale uvědomil, že Manhattan jako jakýsi „kvantový superhrdina“ má daleko větší potenciál. Na rozdíl od ostatních postav, které postrádají vědecké vysvětlení svých kořenů, se Moore při tvorbě postavy Dr. Manhattana ponořil do problémů jaderné a kvantové fyziky. Autor věřil, že člověk, který by žil v kvantovém vesmíru, by nevnímal čas lineárně, což by ovlivnilo jeho pohled na záležitosti lidí. Moore se také chtěl vyhnout vytvoření postavy bez jakýchkoliv emocí, jako je třeba Spock ze Star Treku, a tak ponechal Dr. Manhattanovi lidské návyky, ale celkově ho od lidí odcizil. Moore si vybavuje, že si nebyl jistý, jestli mu DC dovolí zobrazovat postavu, která je úplně nahá. Gibbons chtěl zachovat vkus při zobrazení a pečlivě vybíral momenty, kdy jeho nahotu ukázat, a anatomicky jej „obdařil“ jako klasické sochy, aby čtenářova pozornost nebyla rušena.
Sůva / Dan Dreiberg: Superhrdina na odpočinku, který využívá pomůcky odkazující k sovám. Sůva je založen na postavě Teda Korda z Blue Beetlea. Stejně jako Ted Kord i Sůva měl svého předchůdce, bojovníka se zločinem v důchodu, Hollise Masona. Když Moore sestavil pro Gibbonse základní popis postavy, Gibbons jí dal kostým a jméno, které si vymyslel, už když mu bylo dvanáct. Richard Reynolds v knize Super Heroes: A Modern Mythology poznamenal, že i přes původ postavy mají motivy Sůvy více společného s postavou Batmana. Podle Klocka jeho civilní vzhled „připomíná impotentního Clarka Kenta ve středních letech“.
Ozymandias / Adrian Veidt: Veidt, jehož kresba je inspirována Alexandrem Velikým, bývalý superhrdina jménem Ozymandias, je ve výslužbě a zabývá se vlastním podnikáním. O Veidtovi se říká, že je nejchytřejším člověkem planety. Ozymandias byl přímo inspirován Peterem Cannonem – Thunderboltem, kterého Moore obdivoval kvůli plnému využití jeho mozkové kapacity a absolutní fyzické a duševní kontrole. Richard Reynolds poznamenal, že jeho záměr „pomoci světu“ staví Veidta do pozice, která je normálně přisuzována komiksovým padouchům, a v tomhle smyslu je tedy hlavním „padouchem“ série. Gibbons dodal: „Jeho nejhorší vlastností je povyšování nad ostatní lidi, pohrdání lidstvem.“
Rorschach / Walter Kovacs: Strážce nosící na obličeji bílou masku obsahující symetrické, ale neustále se měnící skvrny. Pokračuje v pronásledování zločinců, přestože je sám stíhán zákonem. Samotný charakter Moore vytvořil podle postav Mr. A nebo The Question, které vymyslel komiksový spisovatel Steve Ditko. Komiksový historik Bradford W. Wright popsal Rorschachovo vidění světa jako „černobílé, které na sebe bere různé podoby, ale nikdy neslije do šedivé, stejně jako skvrny v testech jeho jmenovce“. Moore řekl, že až do čtvrtého dílu neuvažoval o Rorschachově smrti. Pak si ale uvědomil, že když Rorschach odmítne udělat kompromis, nemůže přežít do konce.
Laurie Juspeczyková / Hedvábný přízrak: Dcera prvního Hedvábného přízraku a Komedianta (jejich vztahy jsou napjaté). Byla milenkou Dr. Manhattana, poté se sblížila se Sůvou (Danem Dreibergem) a s ním také zůstala. Hedvábný přízrak je částečně založena na postavě Nightshade od Charlton Comics. Moore ale nebyl s touto postavou spokojený a přidal jí něco z hrdinek jako Black Canary nebo Phantom Lady.

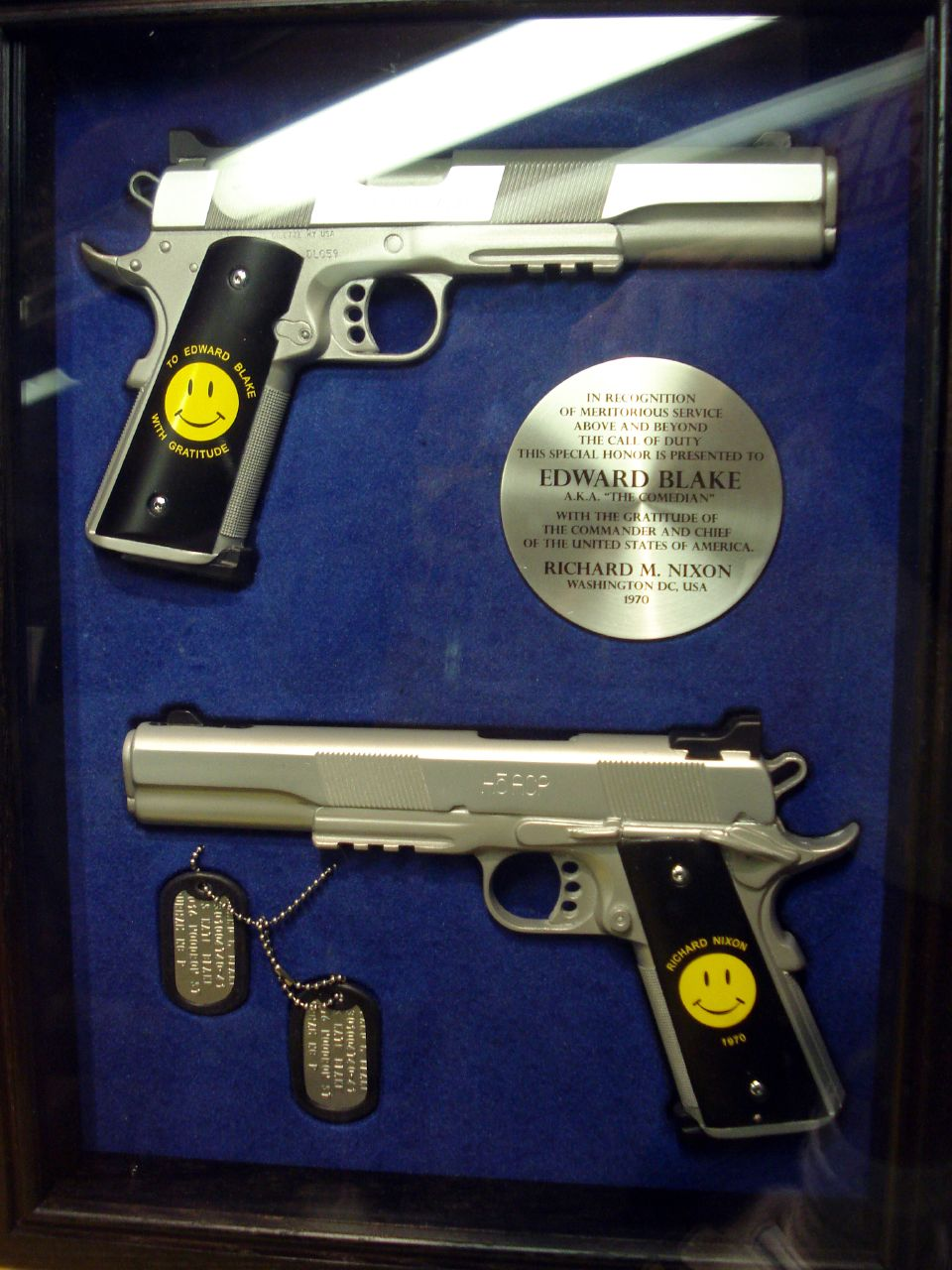
Komediantovy pistole, rekvizita z filmu Watchmen
Atom vodíku, symbol Dr. Manhattana
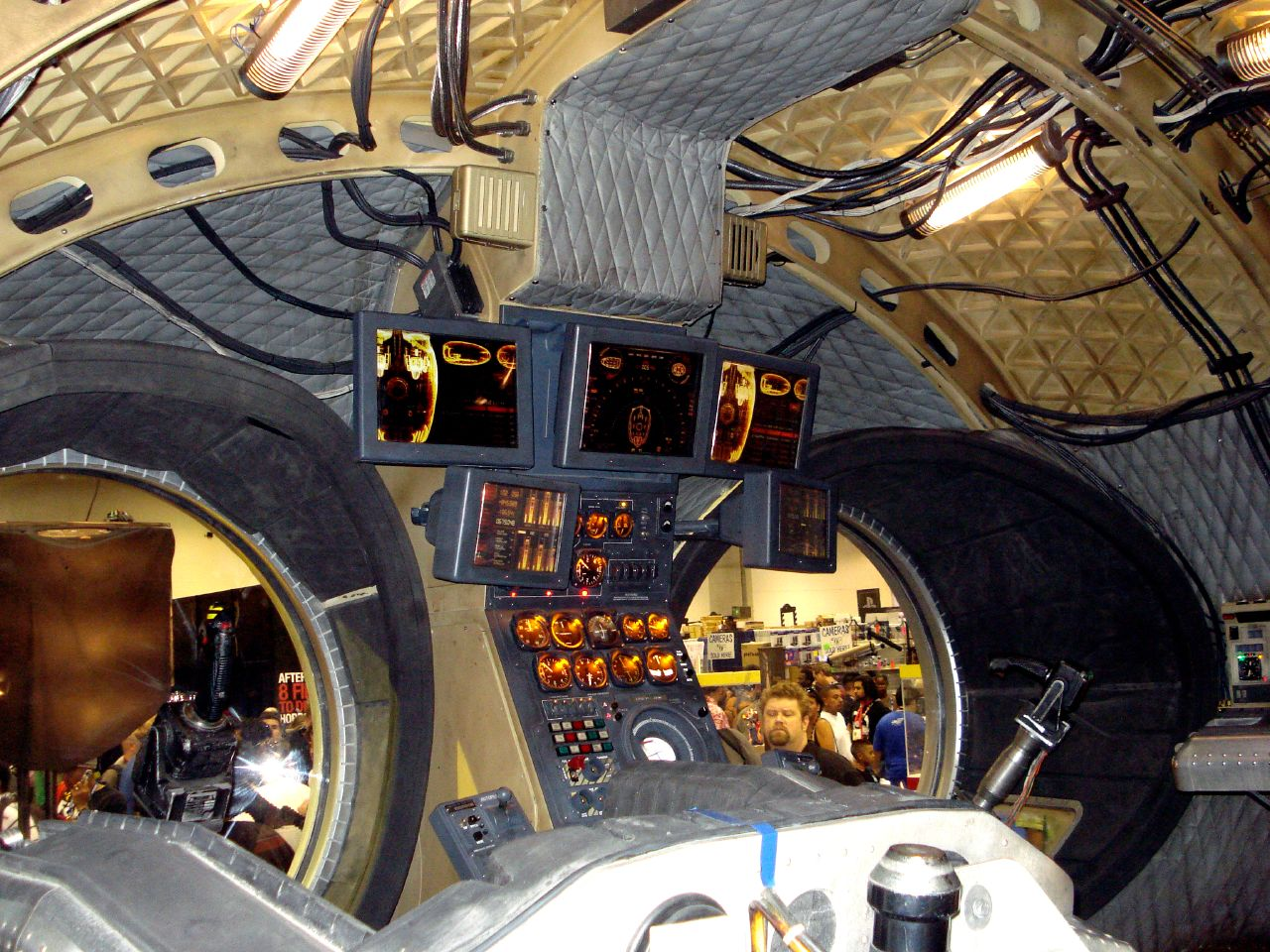
Interiér Sůvova plavidla, rekvizita z filmu Watchmen
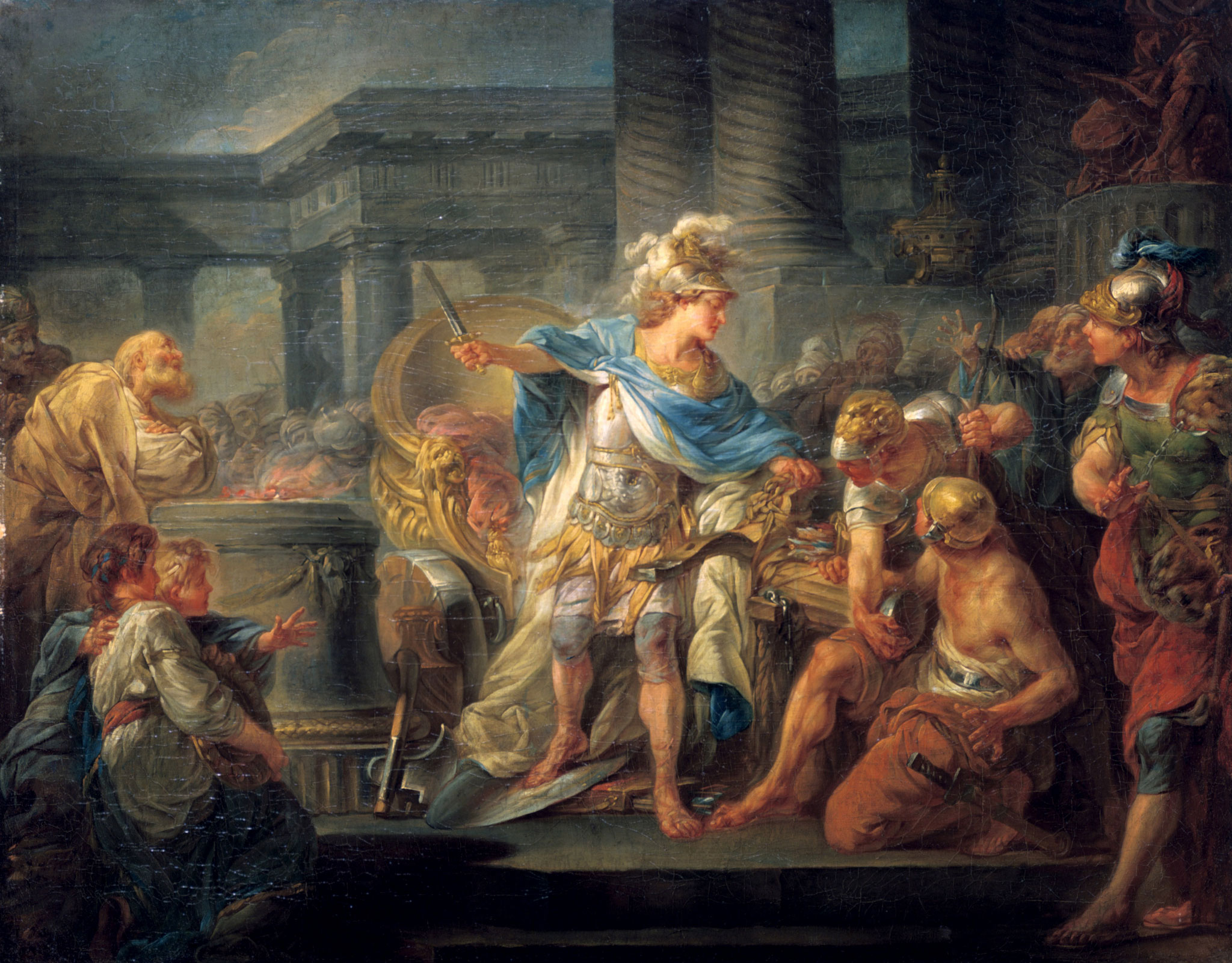
Alexandr roztíná gordický uzel, symbol pro Ozymandiovo laterální myšlení
Jedna z tabulí Rorschachova testu

## Technika a kompozice
Moore a Gibbons navrhli Strážce tak, aby ukázali unikátní možnosti komiksu a vyzdvihli jeho silné stránky. V rozhovoru v roce 1986 Moore řekl: „Chtěl bych prozkoumat ty oblasti, ve kterých je komiks úspěšný a kde žádná jiná média nemohou fungovat“. Tímto zdůraznil rozdíly mezi filmem a komiksem. Také řekl, že Strážci jsou napsáni tak, aby je bylo nutno přečíst čtyřikrát nebo pětkrát, protože až tehdy čtenář pochopí některé souvislosti. Dave Gibbons poznamenal: „Jak jsme postupovali, tak Strážci začali být spíše o způsobu vypravování příběhu než o příběhu samotném. Zápletka nemá až takový význam... není to ta nejzajímavější věc na Strážcích.“
Gibbons prohlásil, že úmyslně vzhled Strážců stvořil tak, aby každá stránka byla jednoznačně identifikovatelná jako součást určité série, a ne „jen nějakého komiksu“. Snažil se kreslit postavy tak, aby se odlišovaly od běžných komiksových hrdinů. Moore využil Gibbonsovu původní profesi geodeta, aby dostal do každého okénka i ty nejmenší detaily, a mohl tak přesně ovlivnit vyznění každého políčka. Gibbons popsal sérii jako „komiks o komiksu“. Gibbons cítil, že „Alan se spíše zabývá sociální problematikou, zatímco on technickou stránkou“. Příběh se odehrává v alternativní minulosti, což umožnilo Gibbonsovi některé součásti amerického života pozměnit, například dodat auta poháněná elektřinou, odlišné budovy, elektrické hydranty namísto vodních, na což Moore poznamenal, že „to umožňuje americkému čtenáři nahlédnout na vlastní kulturu očima cizince“. Gibbons zmínil, že neměl tak svázané ruce, protože při obvyklé práci musí nastudovat hodně faktů.
John Higgins, který komiks barvil, použil temnější paletu a dával přednost sekundárním barvám. Moore se nechal slyšet, že vždycky „miloval Johnovy barvy, ale měl ho zařazeného jako airbrushového koloristu“, což se Mooreovi moc nelíbilo. Higgins věnoval zvláštní pozornost světlu a jemným barevným změnám; v šestém čísle ze začátku používal teplé a radostné barvy, ale postupně potemňoval, aby dal příběhu ponurý a temný nádech.

### Struktura
Strážci se v určitých aspektech lišili od jiných komiksů tehdejší doby, zejména v políčkovém rozložení a barvách. Místo políček různých velikostí rozdělili tvůrci každou stranu na mřížku o devíti polích. Gibbons toto rozložení preferoval kvůli „vážnosti“, kterou evokuje. Podle Gibbonse s tímto rozložením Moore souhlasil, protože mohl „mít takovou kontrolu nad vyprávěním, jakou nikdy předtím neměl“.
Obálka každého sešitu sloužila jako první políčko příběhu. Gibbons řekl: „Obálka Strážců je z reálného světa a vypadá skutečně, který se ale změní se v komiks, portál do jiné dimenze.“ Obálky byly navrženy jako detail na určitou věc bez lidské přítomnosti. Tvůrci občas s rozvržením experimentovali. Gibbons nakreslil páté číslo jménem „Strašná souměrnost“ tak, že první stránka zrcadlově odráží poslední (myšleno rozmístění polí), a tak postupně až ke středu.
Závěr každého sešitu obsahuje (kromě poslední části) doplňující text, který napsal Moore. Jsou mezi nimi kapitoly fiktivní knihy, dopisy, zprávy a články, které napsaly různé postavy ze Strážců. DC mělo potíže při prodávání reklamního prostoru, který zahrnoval zhruba osm až devět stran na číslo. DC mělo v plánu toto místo zaplnit reklamou na své publikace a sloupky s dopisy, ale vydavatel Len Wein měl za to, že by to bylo nefér k těm, kteří by napsali v průběhu posledních čtyř dílů. Rozhodl se tedy použít tyto stránky k doplnění příběhu. Moore řekl: „Když jsme se dostali tak k číslu tři nebo čtyři, říkali jsme si, že to vypadá bez dopisů lépe. Vypadá to míň jako komiks, tak jsme u toho zůstali.“

### Příběhy Černé lodě
Strážci obsahují „vyprávění ve vyprávění“ jménem Příběhy Černé lodě. Jde o fiktivní komiksovou knihu, která se objevuje v čísle tři, pět, osm, devět, deset a jedenáct. Příběh jménem „Trosečník“ si čte mladý černoch v ulicích New Yorku. Moore a Gibbons se rozhodli pro pirátský komiks, protože si uvědomili, že ve Strážcích vystupují opravdoví superhrdinové, takže by „lidé pravděpodobně neměli zájem o superhrdinské komiksy“. Gibbons navrhl pirátské téma a Moore souhlasil, protože je velkým fanouškem Bertolda Brechta. Černá loď je narážkou na píseň „Seeräuberjenny“ (Balada o pirátské Jenny) z Brechtovy Třígrošové opery. Moore teoretizoval, že kdyby superhrdinové opravdu existovali a stali se předmětem strachu, odporu a pohrdání, tak by z komiksových sešitů brzy zmizeli. Moore měl za to, že „celý předobraz pirátství je tak bohatý a temný, že představuje skvělou protiváhu světa Strážců“. Autor tuto premisu pojal jako možnost přidat do příběhu podtext a alegorii. Doplňující článek, který osvětluje na konci páté části fiktivní historii Příběhů černé lodě, uvádí jako hlavního tvůrce série skutečného kreslíře Joea Orlanda. Moore zvolil Orlanda, protože se domníval, že kdyby se pirátské příběhy ze Strážců staly populárními, mohlo by DC zkusit zlákat kreslíře k nakreslení takového komiksu. Orlando přispěl svou kresbou fiktivní stránky z časopisu.
„Trosečník“ popisuje cestu mladého kapitána, který chce varovat své domovské město před příjezdem Černé lodě poté, co jako jediný přežije zničení své vlastní lodi. Podle Reynoldse je na své cestě okolnostmi donucen „přestupovat jeden zákaz za druhým“. Použije těla mrtvých námořníků jako plovák pro svůj vor. Aby získal koně, zabije nevinné lidi. Když se konečně dostane domů, myslí si, že město je jíž okupováno posádkou Černé lodi, a pomýlen napadne v potemnělém domě svou manželku. Pak se vrátí k mořskému pobřeží, kde zjistí, že Černá loď teprve připlouvá. Nezbývá mu než doplavat k lodi a připojit se k její posádce. Reynolds uvádí, že stejně jako Veidt si námořník myslí, že zabrání katastrofě tím, že použije mrtvá těla druhů jako prostředek k dosažení svých cílů. Moore řekl, že příběh Černé lodě končí stejně jako příběh Adriana Veidta a stejně tak může být chápán jako paralela k jiným částem příběhu, jako jsou třeba Rorschachovo zatčení nebo exil Dr. Manhattana na Marsu.

### Symbolika

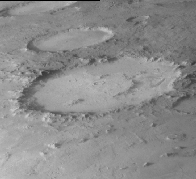
Marsovský kráter Galle znovu připomíná motiv smajlíku

Moore tvrdil, že největší vliv při psaní Strážců na něj měl Edgar Rice Burroughs. Obdivoval, jak ve svém jediném komiksovém stripu The Unspeakable Mr. Hart opakuje určité symboly, které nesou nějaký význam. Ne každá souvislost byla plánovaná; Moore podotkl, že „některých věcí, které tam dal Dave, si všiml až po šestém, sedmém přečtení, zatímco něco se tam objevilo jen náhodou.“
Zakrvácená smějící se tvář se vrací v několika formách. Thierry Groensteen ho ve své knize The System of Comics popsal jako navracející se motiv, který se objevuje v klíčových částech Strážců, nejzřejmější je to na první a poslední stránce. Gibbons vytvořil smajlíka jako součást Komediantova kostýmu, aby trochu „prosvětlil“ celkový vzhled; později přidal krvavou skvrnu, která symbolizuje jeho zavraždění. Gibbons řekl, že zakrvácený smajlík měli autoři za „symbol celé série“ a poukazoval na podobnost s hodinami odpočítávajícími do půlnoci. Moore se inspiroval v psychologickém testu, který ve smějící se tváři vidí symbol „absolutní nevinnosti“. Když se přidala krvavá skvrna přes oko, význam tváře se změnil tak, že byl jednoduchý, ale přesto výstižný, a mohl se tak dostat na obálku prvního čísla. I když se většina symbolů začleňovala úmyslně, některé vznikly náhodou. Moore konkrétně zmiňuje zásuvky na hydrantech: když je otočíte vzhůru nohama, uvidíte smějící se tvář.
I další symboly, vyobrazení a narážky se často objevovaly nečekaně. Moore poznamenal, že „všechno kolem Strážců do sebe nějak zapadá a odevšad to vyskakuje“. V knize o kráterech a horách na Marsu Gibbons objevil fotografii kráteru Galle, který připomíná smějící se tvář, a tak ho zapracoval do příběhu. Moore řekl: „Zjišťovali jsme, že tyhle věci se objevují jako mávnutím kouzelného proutku“, konkrétně cituje situaci, kdy se rozhodli pojmenovat zámečnickou firmu „Gordický uzel“.

### Tematika
Počátečním předpokladem bylo prozkoumat, jací by byli superhrdinové „v uvěřitelném, skutečném světě“. Jak se zápletka stávala komplexnější, Moore řekl, že Strážci jsou o „moci a ideji supermanství ve společnosti“. Název série odkazuje na frázi „Kdo střeží strážce?“, i když Moore v interview v roce 1986 řekl, že nevěděl, odkud tato fráze pochází. Když si americký spisovatel sci-fi Harlan Ellison tento rozhovor přečetl, upozornil Moorea, že tato fráze je překladem otázky „Quis custodiet ipsos custodes?“, kterou nastolil římský satirik Juvenalis. Moore v roce 1987 komentoval, že „v kontextu Strážců to sedí“. „Střeží nás, ale kdo střeží je?“ Autor se nechal slyšet, že když Strážce psal, byl schopen oprostit se od superhrdinské nostalgie a místo toho se našel ve skutečných lidských bytostech.
Bradford Wright popsal Strážce jako „nekrolog hrdinského pojetí a superhrdinského zvlášť.“ Tím, že zasadil Strážce do soudobého společenského kontextu, podle Wrighta Moore „varoval ty, kteří svěřili svou bezpečnost do rukou ‚hrdinů‘ a vůdců“. Ještě dodal, že svěřit svou víru takovým ikonám bylo jako vzdát se své odpovědnosti ve prospěch „všech těch Reaganů, Thatcherových a dalších světových ‚strážců‘, kteří nás měli ‚zachránit‘, a přitom třeba zničí planetu.“ Moore výslovně uvedl, že nepsal Strážce jako „jako antiamerikanismus, ale jako antireaganismus“, tvrdě, že „v té době se část Reaganovy Ameriky ničeho nebála. Mysleli si, že jsou nezranitelní.“ I když chtěl Moore psát o „vysoké politice“ a o obavách světa, ve kterém žil, tak prohlásil, že děj zasadil do alternativní historie, protože se obával, že by čtenáři jednoduše „vypnuli“, kdyby zaútočil na vůdce, kterého obdivovali. V roce 1986 prohlásil, že se „neustále snažil psát tak, aby to lidem nebylo příjemné“.
Strážci jsou citováni jako bod, kdy komiks „dospěl“. Iain Thomson napsal ve svém eseji „Deconstructing the Hero“, že děj toho dosáhl tím, že „rozvíjel své hrdiny tak, aby zbořil samé základy hrdinství, a tak nás donutil přemýšlet o jeho významu z mnoha jiných úhlů pohledu“. Thomson tvrdí, že téměř všichni hrdinové ze Strážců sdílejí „nihilistický“ náhled a že Moore tento vzhled předkládá jako „jednoduchou, nepřikrášlenou pravdu“, aby „rozložil základní motivaci rádobyhrdinů, jmenovitě snahu přinést světu spásu a tím získat pro smrtelnou bytost nesmrtelnost“. Píše, že příběh „odhaluje hrdiny tak, abychom se sami ptali, jestli by nám bez nich nebylo lépe“. Thomson dodává, že z dekonstrukce hrdinské koncepce vyplývá, že „čas pro hrdiny již uplynul“, čímž se podle něj tato „postmoderní práce“ odlišuje od dekonstrukce hrdinství během existenciálního hnutí. Richard Reynolds tvrdí, že bez padouchů v příběhu jsou superhrdinové ze Strážců nuceni ke konfrontaci s „nehmotnými společenskými a morálními dilematy“, což dílo odděluje od klasické žánrové stavby. Reynolds shrnuje, že toto ironické sebeuvědomění znamená, že „Strážci jsou buď poslední zásadní superhrdinský text, nebo první z řady dospělých zástupců žánru“.
Geoff Klock se vyhýbá pojmu „dekonstrukce“ a raději mluví o „novém pohledu na superhrdinský žánr“. Považuje Strážce spolu s Návratem temného rytíře od Franka Millera za „první ukázku nového druhu komiksu... první fázi vývoje, přechod superhrdinů z fantazie do literatury“.
Moore vyjádřil zděšení nad tím, že „nelehký, dekonstruující, postmoderní komiks, jehož představitelem jsou Strážci... se stal žánrem“. V roce 2003 řekl: „Během 15 let od vzniku Strážců se objevilo spoustu komiksů, které využívaly ponurost, pesimistický pohled, ošklivost nebo násilí Strážců, aby ospravedlnily to, že jsou často jen velmi nechutnými příběhy, které nemají moc co nabídnout.“ Gibbons prohlásil, že zatímco čtenáři měli dojem, že jde o „ponurou, těžkou věc“, on na sérii pohlížel jako na „skvělou oslavu superhrdinů - kromě jiného“.

## Vydání a přijetí

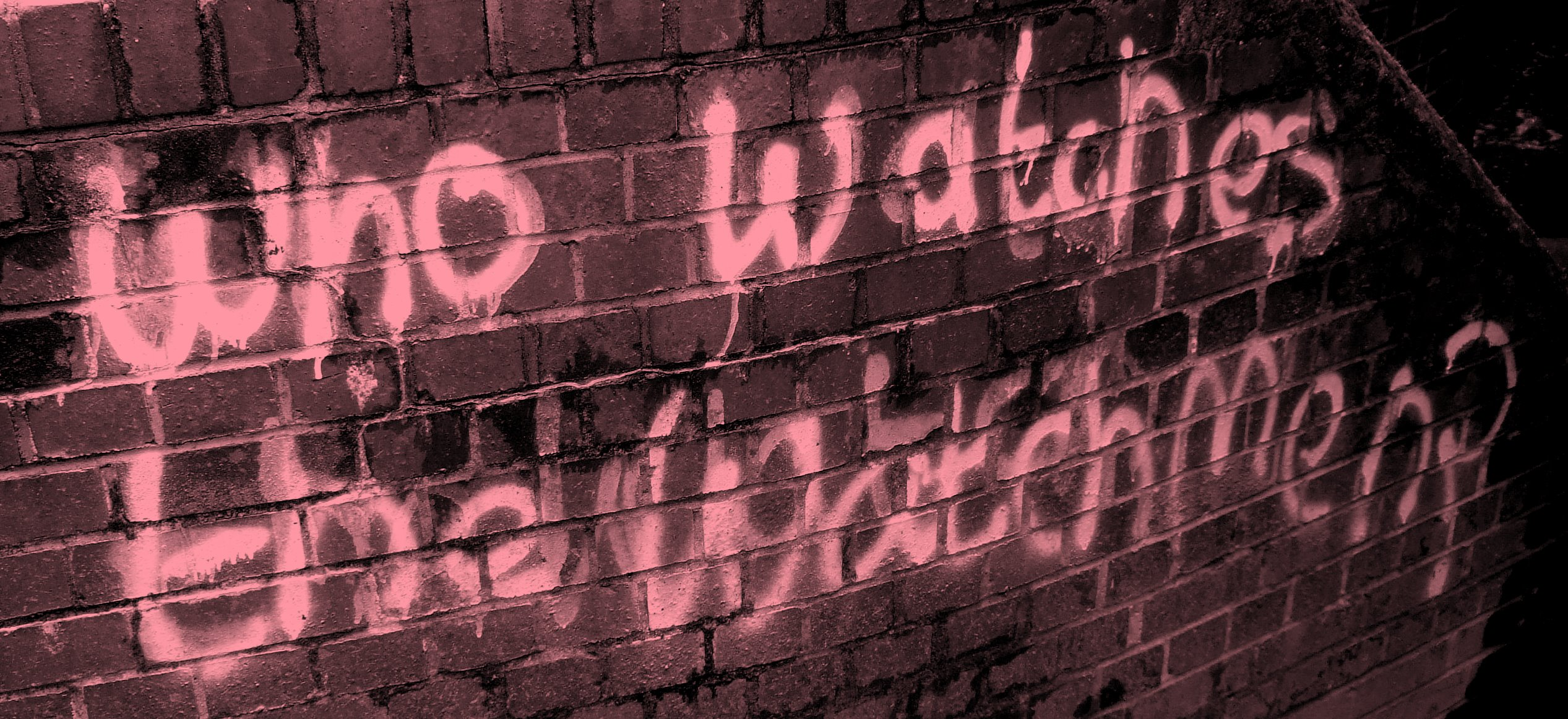
Nápis podobný tomu, jenž se objevuje v komiksu

Když Moore s Gibbonsem odevzdali DC první číslo, jejich kolegové byli jako omráčeni. Gibbons si vybavil: „Opravdu se toho chytil Howard Chaykin [scenárista a kreslíř], který nechválí jen tak, a řekl ‚Dave, to, co jste udělali, je fakt pecka.‘“ V roce 1986 se nechal Moore slyšet: „DC nás podporovalo celou dobu... podpořilo i ty největší grafické excesy.“ Jako propagaci DC vydalo limitovanou sérii odznaků, které zobrazovaly hrdiny a jiné symboly z komiksu. Prodalo se 10 000 sad po čtyřech odznáčcích, včetně repliky Komediantova smajlíku. Mayfair Games vydalo modul Strážci pro jejich hru na hrdiny ještě dříve, než byla série ukončena. Modul, který Moore schválil, zobrazuje události roku 1966 a přidává tak do pozadí příběhu některé podrobnosti.
Strážci byli publikováni po jednotlivých částech v roce 1986 až 1987. Limitovaná série měla komerční úspěch a její prodeje dopomohly DC Comics k tomu, aby na trhu krátce předstihlo svého konkurenta Marvel Comics. Vydávání se zdrželo, protože na začátku byly dokončeny pouze tři části místo šesti, jak bylo naplánováno. Další zpoždění bylo způsobeno dobou vytváření jednoho čísla, které trvalo déle než měsíc.
Když série skončila, jednotlivá čísla byla spojena a prodávána v paperbackové formě. Důsledkem publicity, kterou série v roce 1987 získala, bylo její vydání v ucelené formě. V roce 1987 Graphitti Design vytvořil speciální limitovanou edici v pevné vazbě, která obsahovala 48 stran bonusového materiálu, včetně původního návrhu a konceptu. V roce 2005 DC vydali Absolute Watchmen, tohle vydání obsahuje bonusové materiály od Graphitti, včetně kreseb vybarvených Johnem Higginsem. V roce 2008 Warner Bros. Entertainment vydali Watchmen Motion Comics, animovaný seriál podle původního komiksu. První kapitola byla dána do prodeje v létě 2008. V prosinci téhož roku DC vydalo nový výtisk prvního dílu Strážců za původní cenu 1,5 dolaru, za kterou se prodával v roce 1986.
Strážce chválila kritika ze všech stran. Časopis Time ho označil za „nejlepší z nové vlny komiksů“ a vyzdvihl ho za jeho „vynikající imaginaci kombinující sci-fi, politickou satiru, která směle přepracovává současný komiksový formát v dysutopickou [sic] tajemnou zápletku.“ V roce 1988 získali Strážci cenu Hugo v kategorii „Other Forms“. V roce 1999 zařadil The Comics Journal Strážce na 91. pozici ve svém žebříčku nejlepších anglicky psaných komiksů 20. století. Strážci byli také jediným komiksem, který se objevil v žebříčku časopisu Time v kategorii „All-TIME 100 Greatest Novels“.
Moore dokonce tvrdil, že pokud bude limitovaná série úspěšná, mohli by s Gibbonsem vytvořit dvanáctidílný prequel s názvem Minutemen, ve kterém by se objevili superhrdinové ze 40. let. DC Comics nabídlo Mooreovi a Gibbonsovi vydání prequelů, jako třeba Rorschachův deník nebo Komediantův deník z vietnamské války. Také naznačovalo, že by mohli nabídnout tento svět jiným autorům, ale proti tomu vystupoval především Moore. Gibbonsovi se nápad s Minutemany líbil více, protože by „složil poctu jednoduchosti a ryzosti komiksům ze zlatých dob a přidal by dramatičnost příběhu, jehož rozuzlení je již známo. Bylo by zajímavé sledovat, jakým způsobem bychom se dostali k zakončení.“
Rozpory ohledně vlastnictví příběhu nakonec Moorea vedly k rozchodu s DC Comics. V roce 1985 na Comic-Conu v San Diegu Moore řekl: „Pokud tomu dobře rozumím, tak DC vlastní práva po dobu, kdy vydávají, pak se vracejí mně a Daveovi...“ Za Strážce Alan Moore a Dave Gibbons obdrželi 8 procent z výdělku. Moore roku 1986 vysvětloval, že měl za to, že „pokud nebude DC postavy využívat, jsou naše.“ Moore i Gibbons řekli, že jim společnost DC Comics zaplatila „značnou finanční částku“, aby si práva udržela.
Moore opustil DC Comics v roce 1989 kvůli smlouvám týkajících se Strážců a dalšího jeho komiksu V jako Vendeta. Moore měl za to, že klauzule, která zaručovala návrat práva autorům, byla prakticky bezvýznamná, protože DC nikdy nemělo v úmyslu přestat komiks vydávat. Pro The New York Times v roce 2006 prohlásil: „Řekl jsem, no dobře, povedlo se vám mě podvést, takže pro vás už nebudu nikdy pracovat.“ V roce 2000 se distancoval od plánů DC ohledně patnáctého výročí Strážců a vydání řady figurek. Moore řekl: „Pokud je mi známo, tak 15. výročí Strážců je čistě jenom 15. výročí doby, kdy DC vzalo Strážce mně a Daveovi.“ Krátce nato DC zrušilo vydání figurek, přestože již v roce 2000 zveřejnilo jejich návrhy.
V roce 2012 DC Comics vydalo prequel Before Watchmen (devět minisérií o celkem 37 sešitech). Od roku 2017 vychází sequel Doomsday Clock (o 12 sešitech). Moore ani Gibbons se na těchto projektech nepodílejí.